# Лонгиростравис
Лонгиростравис (лат. Longirostravis) — род энанциорнисовых птиц из семейства лонгиптеригид (Longipterygidae), включающий единственный вид — Longirostravis hani. Эти птицы жили во времена аптского века мелового периода (125,45—122,46 млн лет назад). Окаменелые остатки найдены в формации Исянь, провинция Ляонин (Китай). Вид известен по единственному образцу IVPP V 11309, размещённому в Институте палеонтологии позвоночных и палеоантропологии в Пекине.

## Описание
На основании образца животное описали как птицу «размером с перепёлку», с длинным, узким и слегка приподнятым рострумом, оснащённым пятью парами мелких конических зубов. Узкий, длинный клюв мог использоваться для погружения во влажную почву или ил. У лонгирострависа была необычной формы грудина, с парой трёхзубчатых выступов, похожих на лосиные рога. Вокруг всего тела сохранились отпечатки перьев, которые, похоже, отсутствовали только на лапах и клюве. Перья крыла были сильно асимметричными, передний край пера был в пять раз у́же заднего. Перья первого порядка имели длину до 8 сантиметров. Подобно многим другим энанциорнисовым птицам, хвост лонгирострависа состоял из единственной пары длинных перьев.